# Манрике де Лара и Лейва, Диего Гомес
Диего Гомес Манрике де Лара и Лейва (исп. Diego Gómez Manrique de Lara y Leiva; 1355 — 14 августа 1385, Сражение при Алжубарроте, Португалия) — кастильский дворянин, главный стольник короля Хуана I, 7-й сеньор де Амуско (1381—1385), главный аделантадо Кастилии.

## Биография
Представитель кастильского знатного рода Манрике де Лара. Третий сын Гарси Фернандеса Манрике де Лары (? — 1362), 5-го сеньора де Амуско, и Терезы Васкес де Толедо и Каррильо. В 1362 году после смерти своего отца он получил половину дома Вилья-Дамиан, частичную арендную плату за Паредес-де-Нава и часть покупок, сделанных его родителями. В 1381 году после смерти своего старшего брата Педро Руиса Манрике де Лара, 6-го сеньора де Амуско (1362—1381), не оставившего после себя законного потомства, Диего Гомес Манрике де Лара унаследовал сеньорию Амуско.
Во время войны двух Педро Диего Гомес Манрике де Лара присоединился на сторону графа Энрике де Трастамара, который стремился свергнуть своего старшего сводного брата, короля Кастилии Педро I Жестокого. В 1378 году он был назначен главным стольником инфанта Хуана, старшего сына Энрике Трастамары и будущего короля Кастилии Хуана I. В следующем 1379 году король Кастилии Энрике II пожаловал Диего Гомесу Манрике де Ларе виллу Окон.
С тех пор Диего Гомес Манрике де Лара стал концентрировать под своим контролем большие земельные владения. Таким образом, в 1380 году он приобрел при помощи покупки, а именно в обмен на 88 000 мараведи, города Рибас и Побласионеха, ранее принадлежавшие Альвару Лопесу де ла Серне. В то же время монарх Кастилии Хуан I предоставил ему Наваррете, и в следующем году ему удалось унаследовать майорство Тревиньо и виллы Виллослада, Лумбрерас и Ортигоза, которые принадлежали его брату Педро Манрике де Ларе . Он также получил, к тому времени, должность главного аделантадо Кастилии.
В 1382 году Диего Гомес Манрике де Лара стал, благодаря своему дяде Гомесу Манрике (архиепископ Толедо), 7-м сеньором де Амуско и владельцем половины виллы Редесилья-дель-Камино. В следующем году он также получил от короны виллу Сан-Педро и присутствовал на кортесах в Вальядолиде, где он подписал брачное соглашение между королем Кастилии Хуаном I и инфантой Беатрис, дочерью короля Португалии Фернанду I.
Диего Гомес Манрике де Лара и Лейва погиб в битве при Алжубарроте 14 августа 1385 года, поддерживая короля Кастилии Хуана I в его борьбе за португальский королевский престол.

## Брак и потомство
Диего Гомес Манрике де Лара составил завещание 24 июля 1381 года, в котором он завещал все имущество, которым он владел, своему племяннику Гарси Фернандесу Манрике де Ларе. Тем не менее, это завещание не вступило в силу, потому что еще в 1380 году Диего Гомес Манрике женился на Хуане де Мендосе (1360—1431), дочери Педро Гонсалеса де Мендосы (? — 1385), 9-го сеньора де Мндоса, и Альдонсы де Айяла. У супругов было двое детей:
- Педро Манрике де Лара и Мендоса (1381—1440), 8-й сеньор де Амуско
- дочь (имя неизвестно), которая умерла в 1388 году в детском возрасте.

В 1385 году после гибели Диего Гомеса Манрике де Лара в битве при Алжубарроте Хуана де Мендоса осталась вдовой. В 1387 году Хуана де Мендоса во второй раз вышла замуж за Альфонсо Энрикеса де Кастилия (1354—1429), адмирала Кастилии. У супругов было тринадцать детей.